# 修多羅寺
修多羅寺（しゅたらじ）は、茨城県東茨城郡城里町小勝にある日蓮宗の寺院。山号は長久山、旧本山は大本山法華経寺(中山門流)。

## 歴史
正安2年（1300年）中老僧の一人、美濃阿闍梨天目の開山で創建された。当初は本門寺と称したという。水戸藩主徳川光圀の時代に寺領5石の御朱印が与えられ水戸家武運長久の祈願所となる。その時毘沙門天が寄進されて寺号も修多羅寺と改名したという。平成23年（2011年）3月11日の東日本大震災で被災した。

## 境内
- 本堂

## 歴代
- 美濃阿闍梨天目
- 磯野善昌

## 関連資料
- 七会村史編纂委員会編『七会村の歴史』七会村（2005年）